# Hypena strigatus
Hypena strigatus là một loài bướm đêm trong họ Erebidae.